# Sarcophaga consanguinea
Sarcophaga consanguinea is een vliegensoort uit de familie van de dambordvliegen (Sarcophagidae). De wetenschappelijke naam van de soort is voor het eerst geldig gepubliceerd in 1860 door Camillo Róndani.